# Mark Noll
Mark A. Noll (ur. 1946) – amerykański historyk specjalizujący się w badaniu dziejów chrześcijaństwa w Stanach Zjednoczonych. Autor wielu książek na temat historii religii, które podkreślają znaczenie wiary w kształtowaniu Ameryki. Wiodący intelektualista ewangelikalny w USA.

## Życiorys
Wykształcony na uczelniach Wheaton College (Illinois) (1968), University of Iowa (1970), Trinity Evangelical Divinity School (1972) i Vanderbilt University (1975). Od 2006 jest profesorem historii na University of Notre Dame. Jest członkiem Amerykańskiej Akademii Sztuki i Nauki, a w 2006 na uroczystości w Białym Domu otrzymał medal National Endowment for Humanities.
Jest ewangelikiem reformowanym, członkiem Christian Reformed Church (Chrześcijańskiego Kościoła Reformowanego). W 2005 został uznany przez magazyn Time za jednego z dwudziestu pięciu najbardziej wpływowych ewangelikalnych protestantów w USA.

## Wybrane publikacje
- The Scandal of the Evangelical Mind (Eerdmans, 1995)
- America's God. From Jonathan Edwards to Abraham Lincoln (Oxford University Press, 2002)
- The Civil War as a Theological Crisis (University of North Carolina Press, 2006)
- Religion and American Politics. From the Colonial Period to the Present (Oxford University Press, 2007)
- God and Race in American Politics. A Short History (Princeton University Press, 2008)
- The New Shape of World Christianity. How American Experience Reflects Global Faith (InterVarsity Press, 2009)
- The Rise of Evangelicalism: The Age of Edwards, Whitefield and the Wesleys (InterVarsity Press, 2010)
- Protestantism. A Very Short Introduction (Oxford University Press, 2011) – wydanie polskie: Protestantyzm. Krótkie wprowadzenie, tłum. Maciej Potz, Wydawnictwo Uniwersytetu Łódzkiego, Łódź 2017 ISBN 978-8-3808-8545-5